# Tilaurakot
Tilaurakot (nep. तिलौराकोट) – gaun wikas samiti w zachodniej części Nepalu w strefie Lumbini w dystrykcie Kapilvastu. Według nepalskiego spisu powszechnego z 2001 roku liczył on 1221 gospodarstw domowych i 7791 mieszkańców (3789 kobiet i 4002 mężczyzn).